# Aralia caesia
Aralia caesia är en araliaväxtart som beskrevs av Hand.-mazz. Aralia caesia ingår i släktet Aralia och familjen Araliaceae. Inga underarter finns listade.